# Osladić
Osladić (srbskou cyrilicí Осладић) je vesnice v Srbsku v Kolubarském okruhu. Je součástí opštiny města Valjevo. Nachází se asi 22 km severozápadně od Valjeva a asi 101 km jihozápadně od Bělehradu. Rozkládá se na severním úpatí pohoří Povlen. V roce 2011 zde trvale žilo 444 obyvatel v 227 domech. Naprostá většina obyvatelstva je srbské národnosti, ze zaměstnání převládá zemědělství, myslivost a lesnictví.
Významnou stavbou v Osladići je pravoslavný chrám svatého velkého mučedníka Jiří (Hram svetog velikomučenika Georgija).

## Vývoj počtu obyvatel
Počet obyvatel vesnice Osladić pravidelně klesá. Až do roku 1981 zde žilo více než tisíc obyvatel, od té doby jejich počet klesl o více než polovinu. Následující údaje pocházejí ze sčítání obyvatel v Srbsku a Jugoslávii.
| 1948  | 1953  | 1961  | 1971  | 1981 | 1991 | 2002 | 2011 |
| 1 401 | 1 425 | 1 272 | 1 091 | 922  | 727  | 592  | 444  |

## Sousední vesnice
| Růžice kompasu | Sirdija Tuđin | Miličinica | Oglađenovac        | Růžice kompasu |
| Růžice kompasu |               | Sever      | Valjevska Kamenica | Růžice kompasu |
| Růžice kompasu | Osladić       |            | Valjevska Kamenica | Růžice kompasu |
| Růžice kompasu | Jih           |            | Valjevska Kamenica | Růžice kompasu |
| Růžice kompasu | Dragijevica   |            |                    | Růžice kompasu |